# Edmund Weidner
Edmund Weidner (* 16. Oktober 1701 in Tiengen; † 12. Juni 1748 in Horgen) war von 1737 bis 1738 unter Aufsicht von Mauritius Müller Bibliothekar des Klosters St. Gallen.

## Leben
Emund Weidner, getauft Beat Wunibald, legte 1721 seine Gelübde an seinem Geburtstag ab. Subdiakon wurde er am 31. Juli 1723 und Diakon am 1. April 1724. Priester wurde Weidner am 6. April 1726. Die Weihe fand zwei Tage später statt. Ab dem 18. November 1726 war Pater Edmund zuerst Subkustos, ehe er am 28. Juli 1728 nach St. Johann kam, wo er Zuchtmeister der Knaben wurde. Bald danach wurde er den Obern verdächtig wegen Verkehr mit weiblichen Personen und im Kapitel gestraft. Da er sich nicht besserte, wurde er, bald nachdem er Bibliothekar geworden war, aller Ämter entsetzt und suspendiert.

## Flucht aus dem Kloster
Nach seiner Suspension floh Weidner in der Morgenfrühe des 14. April 1737 nach Arbon, in Begleitung einer Barbara Falk, wobei er sich zuvor noch an der Münzsammlung bereicherte. Er kam bis nach Meersburg, wo er von den nachgeschickten Boten des Abtes aufgefunden und unter Zuhilfenahme der weltlichen Gewalt festgenommen wurde. Am 19. April kam er bereits wieder nach St. Gallen zurück, wo er zehn Tage später im Kapitel zu 24 Stunden strenger Haft sowie der lebenslänglichen Einschliessung in eine Zelle unter Suspendierung von allen kirchlichen Ämtern verurteilt wurde. Er sei gut behandelt und von eigens dafür vorgesehenen Patres besucht worden. Zunächst machte er zehn Tage lang Exerzitien und hielt sich recht gut. Nach ein paar Wochen fing er jedoch zu klagen an und meinte, es wäre besser, er könnte ein anderes Kloster aufsuchen. Zugleich klagte er über gesundheitliche Beschwerden; man kam aber darauf, dass er durch freiwilliges Hungern sich selber schwächte, worauf der Arzt ihn zwang, wieder zu essen, sodass er wieder zu Kräften kam.
Am 15. September gelang Weidner der Ausbruch aus der Zelle durch die Mauer. Er versteckte sich im Abort der Brüder. Von da wollte er in der Morgenfrühe durch die Kirche entweichen. Aber er wurde aufgefunden und in sicheren Gewahrsam genommen. Wegen Lästerung wurde er entsprechend der Ordensregel körperlich gezüchtigt und, als er mit Selbstmord drohte, gefesselt. Trotzdem gelang es ihm, einen neuen Fluchtversuch vorzubereiten, den er aber selbst aufdeckte, worauf die Zelle verstärkt wurde. In der Nacht des 25. Dezember 1738, als alles in der Kirche war, konnte er wiederum entkommen. Er soll, in ein wollenes Gebetstuch gehüllt, durch die Stadt St. Gallen gespenstert sein.
Mit Hilfe eines St. Galler Bürgers gelangte Weidner nach Zürich, wo er willkommen geheissen wurde. Nachdem er von der Flucht nach Zürich erfahren hatte, beantragte der Abt die Auslieferung des ehemaligen Geistlichen wegen Diebstahls in der Klosterbibliothek und Rechtsflucht, da er dem Kerker entkommen war. Der Abt machte darauf aufmerksam, dass Zürich als Schirmort der Abtei diese in ihren Rechten zu schützen hatte. Doch Zürich lieferte Weidner nicht aus. Dieser wurde danach Pastor in Horgen, nachdem er zum reformierten Glauben konvertiert war. Mehrere Versuche des Abtes, persönlich mit ihm Kontakt aufzunehmen und ihn zu einer Rückkehr zu bewegen, scheiterten, zuletzt 1748, weil Weidner einer kurzen Krankheit erlegen war.

## Wirken
Als Pastor gab Edmund Weidner eine Schrift zu seinem Glaubenswechsel heraus, in der er sich zu rechtfertigen suchte.